# Denise Borino-Quinn
Denise Borino-Quinn (* 6. Januar 1964 in Roseland, New Jersey; † 27. Oktober 2010 in Morristown, New Jersey) war eine US-amerikanische Filmschauspielerin.

## Leben
Denise Borino-Quinn war das älteste von drei Kindern und einzige Tochter von Kenneth und Patricia Borino und wuchs in einfachen Verhältnissen heran. Ihr Vater führte einen Laden für Haushaltsgeräte; ihre Mutter arbeitete in einem Naherholungsgebiet. Als junge Frau absolvierte sie die West Essex High School in North Caldwell (New Jersey). Sie begann danach als Sekretärin für ein Anwaltsbüro in New Brunswick (New Jersey) zu arbeiten und verdiente sich ein Zubrot als Maniküre.
Bei einem landesweiten Casting, das in Harrison (New Jersey) stattfand, erhielt sie 2001 gegenüber 14.000 Schauspielerinnen den Vorzug, und erhielt auf diesem Weg die Rolle der Ginny Sacramoni in der Mafia-Serie Die Sopranos. Sie wirkte bis 2007 in 17 Episoden mit.
2005 heiratete sie Luke Quinn, Jr., und nahm nun den Doppelnamen Borino-Quinn an. Mit ihrem Ehemann lebte sie in Bordentown (New Jersey). Das Paar, das keine Kinder hatte, war bis zu Luke Quinns Tod, im März 2010 verheiratet. Denise Borino-Quinn überlebte ihren Ehemann nur um rund ein halbes Jahr und starb Ende Oktober 2010, im Alter von 46 Jahren, an Leberkrebs.

## Filmografie
- 2001–2007: Die Sopranos (The Sopranos) [17 Episoden]